# Ванчура, Владислав
Владислав Ванчура (чеш. Vladislav Vančura; 23 июня 1891, Гай у Опавы — 1 июня 1942, Збраслав) — чешский писатель, драматург и кинорежиссёр, трижды лауреат Государственной премии по литературе (1929, 1931, 1947 (посмертно)).

## Жизнь и творчество
Впервые сочинения В. Ванчуры публикуются в чешской периодике в 1919 году. С 1920 года он — член литературной группы Devětsil, представитель поэтизма. Опубликовал сборники рассказов, пьесы, несколько романов, в том числе «Маркета Лазарова», который впоследствии был экранизирован. Участвовал в создании нескольких фильмов. 
В 1939–1940 годах создал «Картины из истории чешского народа», в которых он литературно (от имени исторических персонажей) изложил чешскую историю вплоть до конца династии Пржемысловичей. Работа предполагалась в шести томах и осталась незаконченной из-за ареста и гибели автора. Вышло только два тома, второй — посмертно в 1947 году. 
В. Ванчура был членом Коммунистической партии Чехословакии. В 1929 году за подпись манифеста Семи (с осуждением курса нового партийного лидера Готвальда) он был исключён из партии. Во время германской оккупации Чехословакии участвовал в Движении Сопротивления. 28 мая 1942 года, после покушения на главу нацистской администрации Протектората Богемии и Моравии Рейнхарда Гейдриха, был схвачен гестапо наряду с более чем двумя тысячами чешских интеллигентов (эту месть чешскому народу называют «Вторая Гейдрихиада») и 1 июня без суда казнён, тело секретно сожжено в Страшницком крематории.
Двоюродный брат писателя и поэта Иржи Махена.

## Память
После освобождения Чехословакии В. Ванчуре посмертно было присвоено звание Народного артиста Чехословакии, лауреата Государственной премии по литературе и кавалера Чехословацкого военного креста 1939-1945 годов. 
В родном городке писателя Гай у Опавы ему установлен памятник.
1992 год — Орден Томаша Гаррига Масарика 1 степени (в память).

## Сочинения (избранное)
- Конец старых времён
- Маркета Лазарева
- Пекарь Ян Мархул
- Капризное лето
- Кубула и Куба Кубикула (повесть-сказка)

## Фильмография
- 1967: Маркета Лазарова
- 1968: Капризное лето
- 1970: Лук королевы Доротки
- 1989: Конец старых времён

режиссура:
- 1932: Před maturitou